# Verwaltungsgemeinschaft Nordendorf
Die Verwaltungsgemeinschaft Nordendorf im schwäbischen Landkreis Augsburg entstand am 1. Mai 1978 durch Rechtsverordnung der Regierung von Schwaben.

## Mitglieder
Seit der Gründung gehören ihr folgende Gemeinden an:
1. Allmannshofen, 965 Einwohner, 10,32 km²
2. Ehingen, 1147 Einwohner, 9,65 km²
3. Ellgau, 1176 Einwohner, 13,91 km²
4. Kühlenthal, 861 Einwohner, 7,13 km²
5. Nordendorf, 2615 Einwohner, 7,52 km²
6. Westendorf, 1710 Einwohner, 6,32 km².

## Historie
Sämtliche Mitgliedsgemeinden kamen im Zuge der Kreisreform am 1. Juli 1972 zum Landkreis Augsburg, der bis 30. April 1973 Landkreis Augsburg-West hieß. Bis Juni 1972 gehörten Allmannshofen, Ehingen, Kühlenthal, Westendorf zum damaligen Landkreis Wertingen, Ellgau und Nordendorf zum früheren Landkreis Donauwörth. Im Norden schließt sich der Landkreis Donau-Ries, im Westen der Landkreis Dillingen an der Donau an.

## Kommunale Zusammenarbeit
Die Gemeinden weisen heute neben der größtenteils zentralisierten Verwaltung zahlreiche weitere Verflechtungen untereinander auf: Schulverbände, Wasserversorgung, Abwasserbeseitigung und teilweise die Kindergärten.

## Sitz
Sitz der Verwaltungsgemeinschaft ist Nordendorf. Dort hat die Gemeinschaft 1980 ein eigenes Verwaltungsgebäude errichtet.